# Stahlnetz: E ... 605
E … 605 ist der 12. Kriminalfilm der Fernsehreihe Stahlnetz. Die deutsche Erstausstrahlung erfolgte am 3. Oktober 1960 im Ersten Programm der ARD.

## Handlung
Nachdem der Ganove Elling zum wiederholten Male das Prozedere der Geldübergabe einer Essener Sparkasse an zwei Boten beobachtet hat, überfällt er mit seinem Schwager Karl Siegert, genannt Charly, die Männer und flüchtet mit der Beute von 150.000 D-Mark in deren Auto, das später verlassen aufgefunden wird. Ein dritter Mann hatte kurz vor dem Überfall durch einen fingierten Anruf einen Mitarbeiter der Sparkasse daran gehindert, die Geldboten zum Wagen zu begleiten.
Nach einer Woche treten Oberkommissar Opitz und Obersekretär Richter bei ihren Ermittlungen immer noch auf der Stelle. Inzwischen fordert Elling seinen Anteil an dem geraubten Geld. Als Charly die Herausgabe verweigert, droht ihm Elling, er werde schon einen Weg finden, um an das Geld zu kommen. Kurz darauf teilt ein anonymer Anrufer der Polizei mit, dass er wisse, wo die Beute versteckt sei. Zwei Versuche einer Kontaktaufnahme scheitern, doch die Presse hat Kenntnis von dem anonymen Tipp erhalten und veröffentlicht eine entsprechende Meldung. Charly glaubt, Elling stecke dahinter, liquidiert ihn gemeinsam mit dem gerade aus der Haft entlassenen Helmut Faber, mit dem Elling vor Jahren einen Überfall verübt hatte, und vergräbt die Leiche. Faber erleidet dabei einen Steckschuss in den Unterarm und muss im Krankenhaus behandelt werden.
Dadurch erfahren Opitz und Richter von Faber, lassen sich seine Akte kommen und stoßen so auf Elling als damaligen Komplizen. Als Richter Vera Elling aufsucht, berichtet sie, dass ihr Mann seit vier Tagen verschwunden sei. Da die Beschreibung des einen Täters auf Elling passt, mutmaßen die Beamten, dass Elling und Faber die Bankräuber seien, Elling der anonyme Tippgeber war und Faber ihn deswegen umgebracht habe. Doch bei einem Besuch im Krankenhaus erfährt Richter, dass Faber erst eine Woche nach dem Überfall aus der Haft entlassen worden ist. Allerdings erinnert sich der Pförtner des Krankenhauses an einen häufigen Besucher Fabers. Den Namen wisse er zwar nicht, aber auf Wagentyp und -farbe könne er sich besinnen und besonders das Kennzeichen sei ihm aufgefallen: E … 605. An den Buchstaben dazwischen könne er sich aber nicht erinnern.
Ein junger Mann namens Peter Lieberitz hat eine Vorladung erhalten, da Faber ausgesagt hatte, er habe mit Lieberitz Schießübungen gemacht, dabei habe dieser ihn versehentlich angeschossen. Lieberitz gibt an, die Waffe ordnungsgemäß erworben zu haben und zeigt seinen Waffenschein vor. Doch mittels einer Quarzlampe kann Opitz noch einen weiteren Namen auf dem Schein sichtbar machen: Karl Elling, der Vater des Verschwundenen. Inzwischen ist aufgrund der Angaben des Krankenhauspförtners der Halter des Wagens mit der Nummer E-R 605 ermittelt worden: Karl Siegert. Für Opitz und Richter ist nun klar, dass es eine Verbindung zwischen den vier Männern geben muss. Zwar können die überfallenen Geldboten Lieberitz nicht als einen der Täter identifizieren, doch den Ermittlern kommt der Verdacht, dass er nicht nur der anonyme Anrufer im Präsidium, sondern auch der dritte Mann beim Überfall gewesen sein könnte.
Lieberitz wird beschattet und dabei beobachtet, wie er zu Siegert und Faber in den Wagen steigt. Auch Siegert hat inzwischen die Vermutung, dass nicht Elling, sondern Lieberitz der Tippgeber war und will ihn ebenfalls umbringen. Die Polizei nimmt die Verfolgung des Wagens auf. Faber steuert ihn auf ein Trümmergrundstück, dort geht der Wagen in Flammen auf. Lieberitz kann überwältigt werden, aber Siegert und Faber verstecken sich auf dem unübersichtlichen Gelände. Nach einer Verfolgungsjagd, an der inzwischen auch Opitz teilnimmt, kann Faber gestellt werden, wird aber von Siegert erschossen, ehe er sich selber ergibt und festgenommen wird. Auf die Bemerkung Opitz‘, dass man nun alle drei zusammen habe, entgegnet Siegert: „Vier. Sie stehen drauf. Auf Ellings Grab.“ Allerdings bezichtigt Siegert den toten Faber des Mordes an seinem Schwager.

## Sonstiges
Der Film entstand in Zusammenarbeit mit der Kriminal- und Schutzpolizei von Essen. Gedreht wurde in Essen und den Studios der Real-Film. Die Bauten stammten von Dieter Bartels. Einer von zwei Off-Sprechern ist Heinz Engelmann als Oberkommissar Opitz. Der Titel der Folge wird – wie so häufig – weder im Vor- noch im Abspann genannt.
Die Handlung beruht wie gewöhnlich auf einer wahren Begebenheit. Etwa drei Jahre zuvor hatten zwei Männer mit Namen Schäfer und Reinhard diverse Banküberfälle begangen und wurden nach ihrer Festnahme zu 15 bzw. 12 Jahren Gefängnis verurteilt.
Laut Krimihomepage soll es Quellen geben, nachdem der Film als Zweiteiler am 3. und 4. Oktober 1960 gesendet worden sein soll. Die Quellen werden nicht genannt, allerdings ist beispielsweise im Begleitheft zur DVD-Box von 2013 nur vom 3. Oktober als Ausstrahlungstermin die Rede.
In einer Szene hat Wolfgang Völz als Obersekretär Richter ein Taschenbuch von Edgar Wallace in der Hand: Der rote Kreis. Jürgen Roland hatte dieses Buch kurz zuvor verfilmt. In einer anderen Szene beobachtet Elling die Geldboten aus einem Borgward mit dem Kennzeichen E-DE 69 heraus. Als nach dem Überfall die Beute in diesen Wagen umgeladen wird, sieht man deutlich das Kennzeichen E-BE 69. Ob dies ein Filmfehler ist oder die Nummernschilder von den Bankräubern zwischendurch gewechselt wurden, wird nicht klar.
Das verfolgte Fahrzeug mit der titelgebenden Nummer E-R 605 ist während der Verfolgungsjagd ein Opel Kapitän der Modelljahre ’56 / ’57 (1955–1958). Bei dem letztlich verunfallten Wagen, der in Flammen aufgeht, handelt es sich jedoch um einen Opel Kapitän des Modelljahres ’51 (1951–1953), bei dem man das Dach hell lackiert hatte, um ihn ähnlicher wirken zu lassen.
Die Episode ist in einer 2013 erschienenen DVD-Box mit sämtlichen Stahlnetz-Folgen enthalten.